# S'il suffisait d'aimer (singolo)
S'il suffisait d'aimer è una canzone registrata dalla cantante canadese Céline Dion, per il suo 19º album in francese, S'il suffisait d'aimer (1998). Il brano fu pubblicato il 19 novembre 1998 nei paesi francofoni, diventando il singolo di maggior successo di questo album. La canzone è stata scritta e co-prodotta da Jean-Jacques Goldman.

## Contenuti, videoclip musicale e successo commerciale
S'il suffisait d'aimer è stata scritta dal collaboratore storico della Dion, Jean-Jacques Goldman anche produttore insieme ad Erick Benzi. Il brano fu pubblicato sul mercato discografico come CD singolo insieme a tracce secondarie come Tous les blues sont écrits pour toi tratto dall'album S'il suffisait d'aimer o I'm Your Angel, brano cantato in duetto con R. Kelly.
Per la promozione del singolo fu realizzato un videoclip musicale, diretto da Yannick Saillet durante il Let's Talk About Love Tour nel 1998. Il videoclip è stato incluso più tardi nella raccolta DVD della Dion, On ne change pas (2005).
In Québec, S'il suffisait d'aimer entrò in classifica il 7 novembre 1998 raggiungendo la quinta posizione e trascorrendo quarantadue settimane in totale. Il singolo fu pubblicato anche in alcuni paesi europei ed ottenne un buon successo commerciale posizionandosi nella top ten di Francia (numero 4) e Belgio Vallonia (numero 6) e ottenendo il disco d'oro in Francia.

## Interpretazioni dal vivo e pubblicazioni
Dopo la sua pubblicazione S'il suffisait d'aimer divenne un successo mondiale e uno dei brani più famosi della carriera della Dion, tanto da essere cantata e interpretata in ogni suo concerto o tournée francofoni.
Céline interpretò dal vivo S'il suffisait d'aimer durante le date francofone del Let's Talk About Love Tour. La performance attuata allo Stade de France di Parigi fu inclusa nell'album live Au cœur du stade e nel suo DVD. Quest'ultimo include anche la sessione di registrazione della canzone come bonus-track. La Dion cantò il brano anche durante i concerti francofoni del suo Taking Chances World Tour e una di queste interpretazioni è presente nell'album live Tournée mondiale Taking Chances: le spectacle. Un'altra versione live di S'il suffisait d'aimer è quella cantata durante la celebrazione del 400º anniversario della fondazione di Québec City e inserita nel DVD Céline sur les Plaines (2008). La canzone è stata anche interpretata nella Tournée Européenne 2013 e inclusa nell'album Céline... une seule fois/Live 2013 (2014). Céline interpretò questa canzone anche durante le torurnée del 2016 e del 2017.
La traccia è diventata parte del greatest hits francese On ne change pas, pubblicata nel 2005.

## Formati e tracce
CD Singolo Promo (Canada; Francia) (Columbia: CDNK 1392; Columbia: SAMPCS6148)
1. S'il suffisait d'aimer – 3:35 (Jean-Jacques Goldman)

CD Singolo (Francia) (Columbia: COL 666647 1)
1. S'il suffisait d'aimer – 3:35 (Goldman)
2. Tous les blues sont écrits pour toi – 4:50 (Goldman)

CD Singolo (Francia) (Columbia: COL 666647 1)
1. S'il suffisait d'aimer – 3:35 (Goldman)
2. I'm Your Angel (feat. R. Kelly) – 4:49 (R. Kelly)

## Classifiche

### Classifiche settimanali
| Classifica (1998-1999)                   | Posizione massima raggiunta |
| ---------------------------------------- | --------------------------- |
| Belgio Fiandre (Ultratip Bubbling Under) | 16                          |
| Belgio Vallonia (Ultratop 50)            | 6                           |
| Europa (Eurochart Hot 100 Singles)       | 19                          |
| Francia (SNEP)                           | 4                           |
| Québec (ADISQ)                           | 5                           |

### Classifiche di fine anno
| Classifica (1998)                                                     | Posizione |
| --------------------------------------------------------------------- | --------- |
| Francia (SNEP, Classement Singles - année 1998)                       | 59        |
| Classifica (1999)                                                     | Posizione |
| Belgio Vallonia (Ultratop Singles francophones rapports annuels 1999) | 33        |
| Belgio Vallonia (Ultratop Singles rapports annuels 1999)              | 80        |
| Francia (SNEP, Classement Singles - année 1999)                       | 81        |

## Crediti e personale
Registrazione
- Registrato ai Méga Studios di Suresnes (FR)
- Mixato ai Méga Studios di Suresnes (FR)

Personale
- Mixato da - Humberto Gatica
- Musica di - Jean-Jacques Goldman
- Produttore - Erick Benzi, Jean-Jacques Goldman
- Testi di - Jean-Jacques Goldman